# Charles Immanuel Forsyth Major
Charles Immanuel Forsyth Major (* 15. August 1843 in Glasgow; † 25. März 1923 in Kaufbeuren) war ein schottisch-britischer, Schweizer Zoologe sowie Paläontologe, der sich speziell mit Wirbeltieren beschäftigte.

## Leben
Charles Immanuel Forsyth Major studierte an der Universität Basel und der Georg-August-Universität Göttingen, wurde 1868 in Basel promoviert und ließ sich danach als Arzt in Florenz nieder. Mit Unterstützung durch die italienische Regierung sammelte Major Fossilien in Kalabrien, Korsika, Sardinien und Sizilien. 1886 gab er seinen Beruf als Arzt auf und sammelte Fossilien in Griechenland. Diese Sammlung überließ er dem Collège Galliart in Lausanne und dem British Museum in London. In letzterem sind es vor allem Objekte aus Madagaskar, die er von seiner Expedition 1894–1896 mitbrachte. Er entdeckte die vor 500 Jahren ausgestorbene Familie der Megaladapidae darunter die „Koalalemuren“ und die Riesenlemuren. Er erstellte die erste systematische Sammlung der Säugetiere von Madagaskar. Im Jahr 1899 veröffentlichte  er eine Neubeschreibung des von Hermann von Meyer 1870 von der Fossillagerstätte Rott beschriebenen Pfeifhasen-Skelettes.

## Schriften
- On Fossil and Recent Lagomorpha. In: Transactions of the Linnean Society of London, 2.7, Part IX vom November 1899, London 1896–1900, S. 433–520, Tafel 36–39 (Digitalisat)